# Tom Warburton
Thomas "Tom" Warburton, também conhecido como, Mr. Warburton (Filadélfia na Pensilvânia) é um animador estadunidense. É criador do desenho animado Codename: Kids Next Door exibido pelo Cartoon Network.

## Profissão
Warburton participou da Universidade Kutztown para estudar design gráfico antes de ir para Nova Iorque depois que ele foi convencido por um amigo para fazer animação, por causa de seu amor por desenhos animados.
Tom Warburton é o criador de dois desenhos animados do Cartoon Network, Kenny e o Chimpanzé de 1999 e A Turma do Bairro de 2002. Apenas o episódio piloto foi produzido de Kenny e o Chimpanzé, mas KND foi selecionado para ter uma série maior.
Tom tem colegas animadores, Mo Willems e Maxwell Atoms. Mo Willems trabalhou como um escritor durante as duas primeiras temporadas de KND, enquanto Maxwell fez um filme chamado As terriveis aventuras do KND.